# Natalie Mosco
Natalie Mosco (New York, 13 aprile 1950) è un'attrice teatrale statunitense.
È nota soprattutto come interprete di musical e ha recitato a Broadway nella produzione originale del musical Hair, in scena nel 1968 con una giovane Diane Keaton nel cast. Nel 1974 debuttò sulle scene australiane nel musical Pippin con John Farnham, mentre nel 1998 e nel 2005 ha recitato in due produzioni di Follies, in scena rispettivamente nel New Jersey e nel Massachusetts.

## Filmografia parziale

### Televisione
- Carson's Law - serie TV, 1 episodio (1983)
- Wandin Valley - serie TV, 6 episodi (1985-1989)
- Dottori con le ali - serie TV, 1 episodio (1990)